# Ansaldo Cebà
Ansaldo Cebà (geb. 1565 in Genua; gest. im April 1623 ebenda) war ein italienischer Dichter.

## Leben
Cebà war ein etablierter katholischer Autor aus einer genuesischen Dogen-Familie. Seine Ausbildung hatte er in Padua genossen, wo er mit Sperone Speroni, einem engen Freund des einflussreichen Dichters Torquato Tasso, studiert hatte; Tasso inspirierte zahlreiche Schriftsteller seiner Zeit und Cebà bildete da keine Ausnahme. 1615 veröffentlichte er ein episches Gedicht über die biblische Ester (La reina Ester), das ihm einiges an Kritik, aber nicht den erhofften Ruhm eintrug und einige Jahre später ins Visier der Inquisition geriet. Cebà erregte durch diesen (in der Renaissance unkonventionellen) Stoff die Neugier und Teilnahme einer jungen venezianischen Dichterin aus wohlhabender jüdischer Familie, Sarra Copia Sullam. In den Jahren 1618–1622 führten beide einen inspirierten Briefwechsel, dessen Reiz nicht allein in den literarischen Erörterungen lag, sondern auch in den mit großer rhetorischer Kunst geführten religiösen Streitgesprächen, in deren Verlauf es Cebà allerdings nicht gelang, die Jüdin zum Christentum zu bekehren. Von der intensiven Debatte der beiden über die christliche und jüdische Religion sind nur die Briefe Cebàs erhalten, die in der Bibliothek des Museo Correr in Venedig aufbewahrt werden.